# لابيداريوم

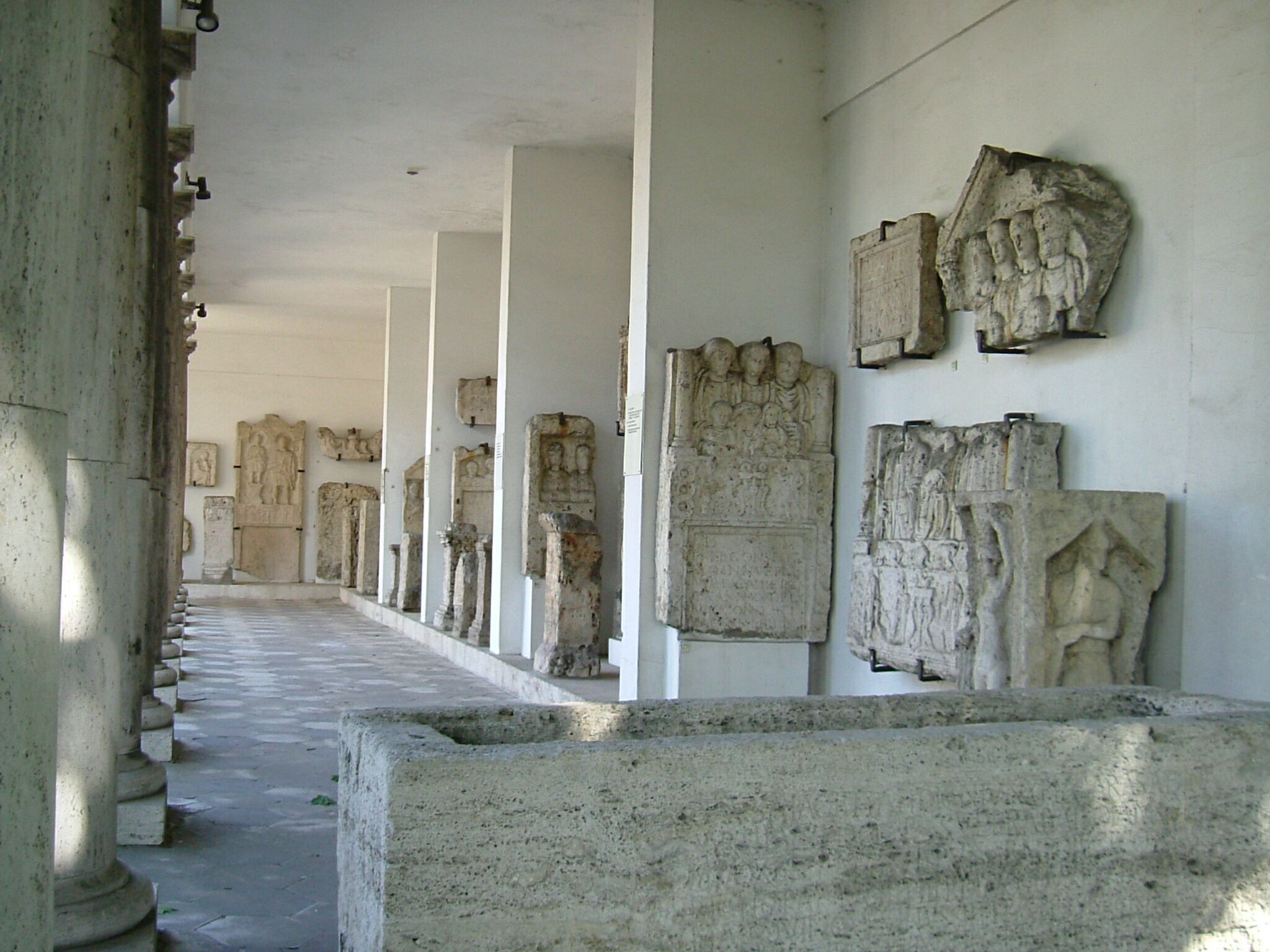
لابيداريوم في متحف في بودابست، هنغاريا.

لابيداريوم (باللاتينية: Lapis) هو مصطلح يُطلق على المكان الذي يتم فيه عرض الآثار الحجريّة والأجزاء المتكسّرة من الحجارة ذات الأهميّة الأثريّة، حيث يمكن أن يشمل على النقوش الحجريّة، والعناصر المعماريّة كالأعمدة والتماثيل، وشواهد القبور، والتوابيت. غالبًا ما يتم عرض هذه المجموعات في الساحات الخارجيّة والأفنية للمتاحف الأثريّة ومتاحف التاريخ، أو حتى في أماكن الحفر الأثريّة.
يُستخدم هذا المصطلح في عدد من اللغات. وعلى الرغم من الاسم الروماني المُستخدم، إلاّ أنه يشير بالعادة إلى تجميع القطع الأثريّة من العصور الأخرى وحتى العصر الحديث. حسب قاموس أكسفورد لا يُعرف أصل المصطلح حتى الآن.

## صور

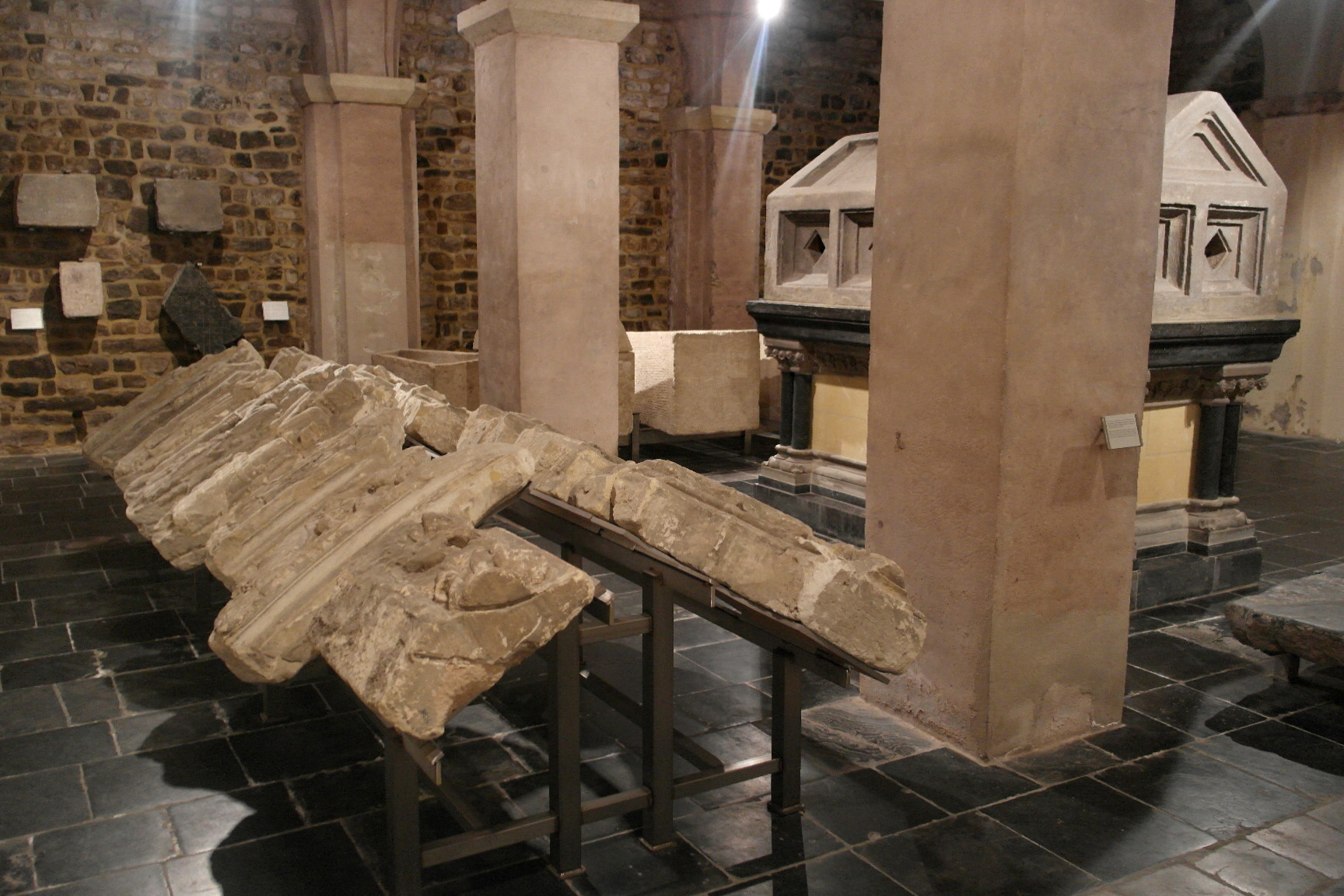
لابيداريوم في ماستريخت، هولندا
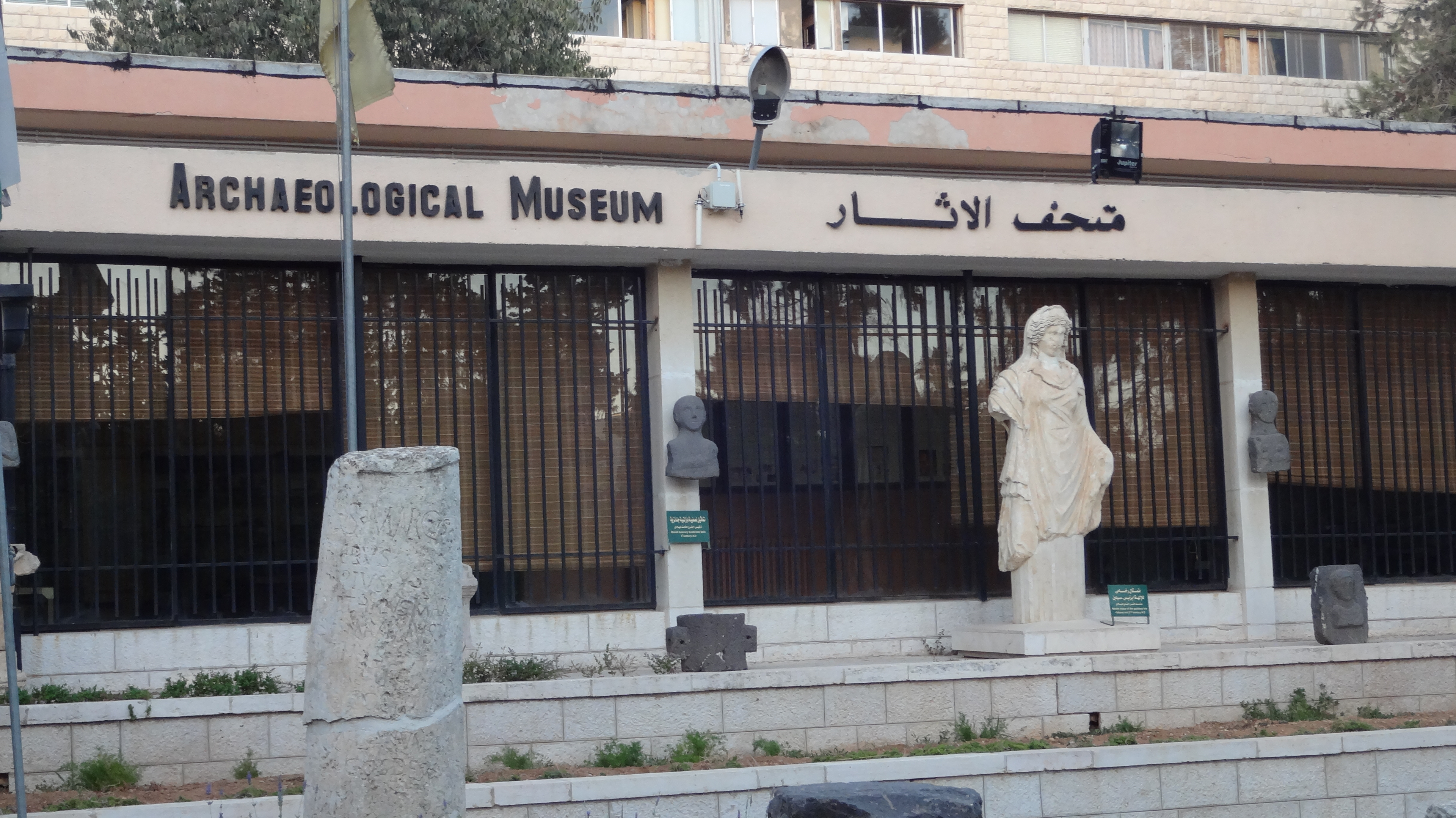
لابيداريوم في عمّان، الأردن
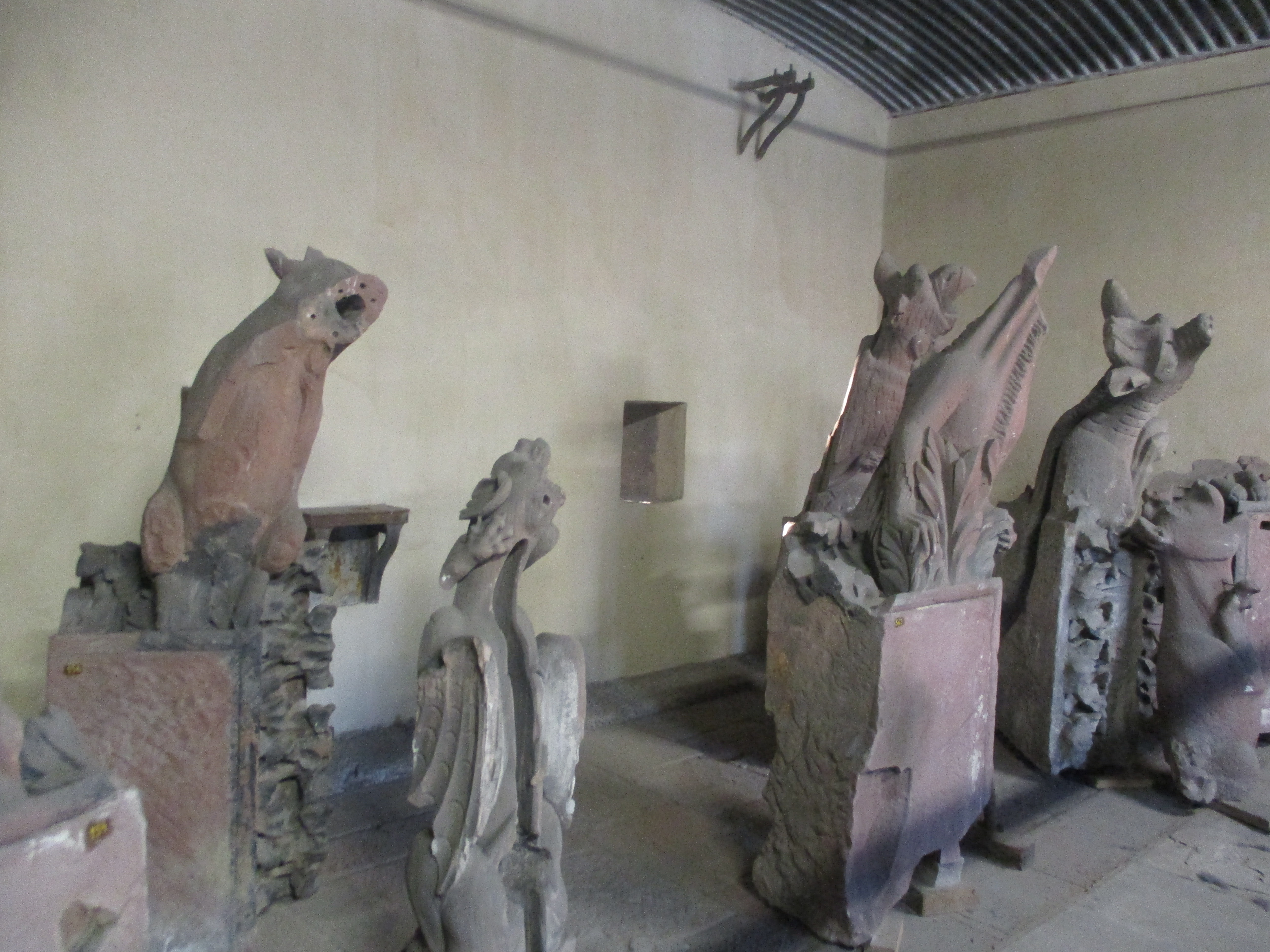
لابيداريوم في ستراسبورغ، فرنسا
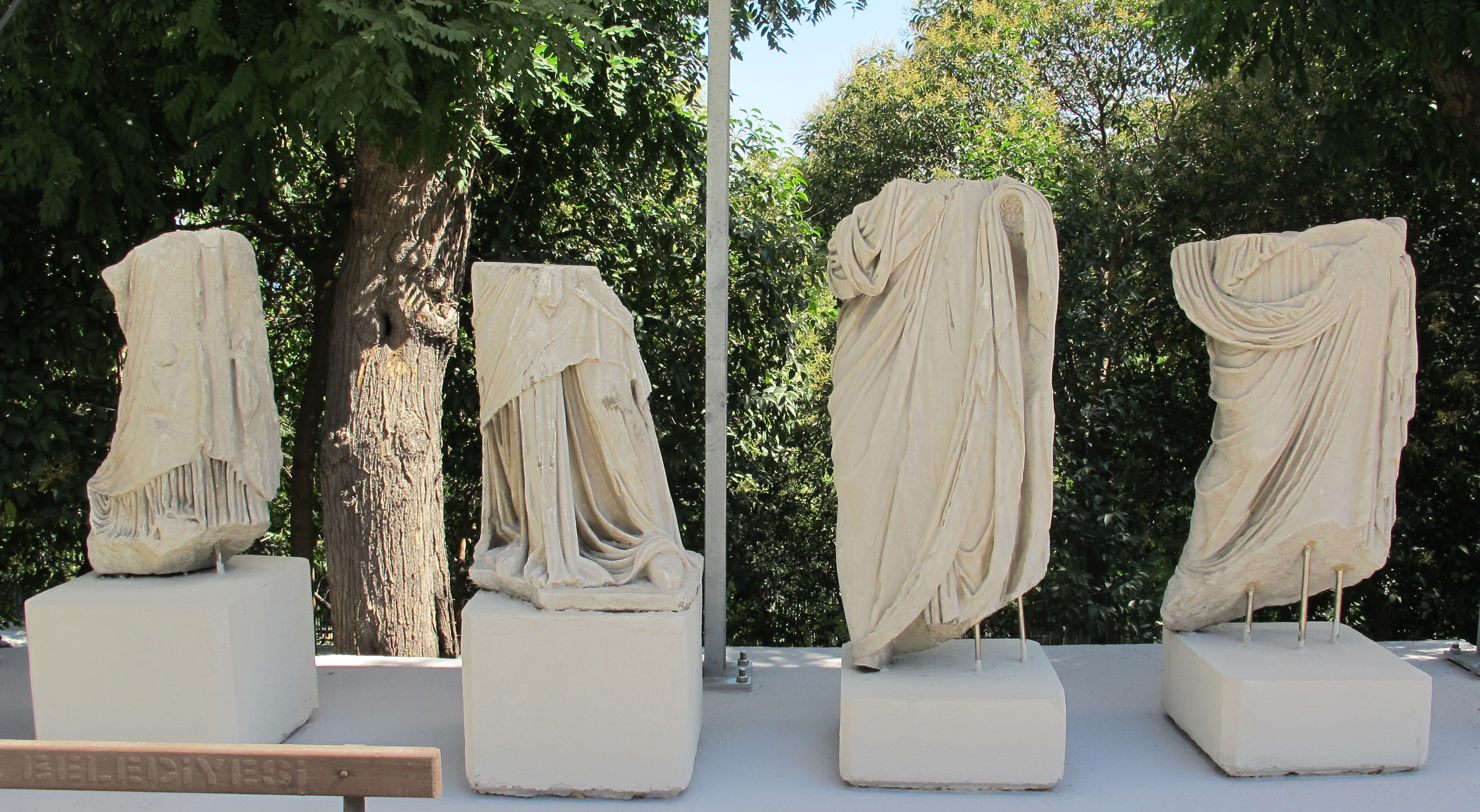
لابيداريوم في أزمير، تركيا
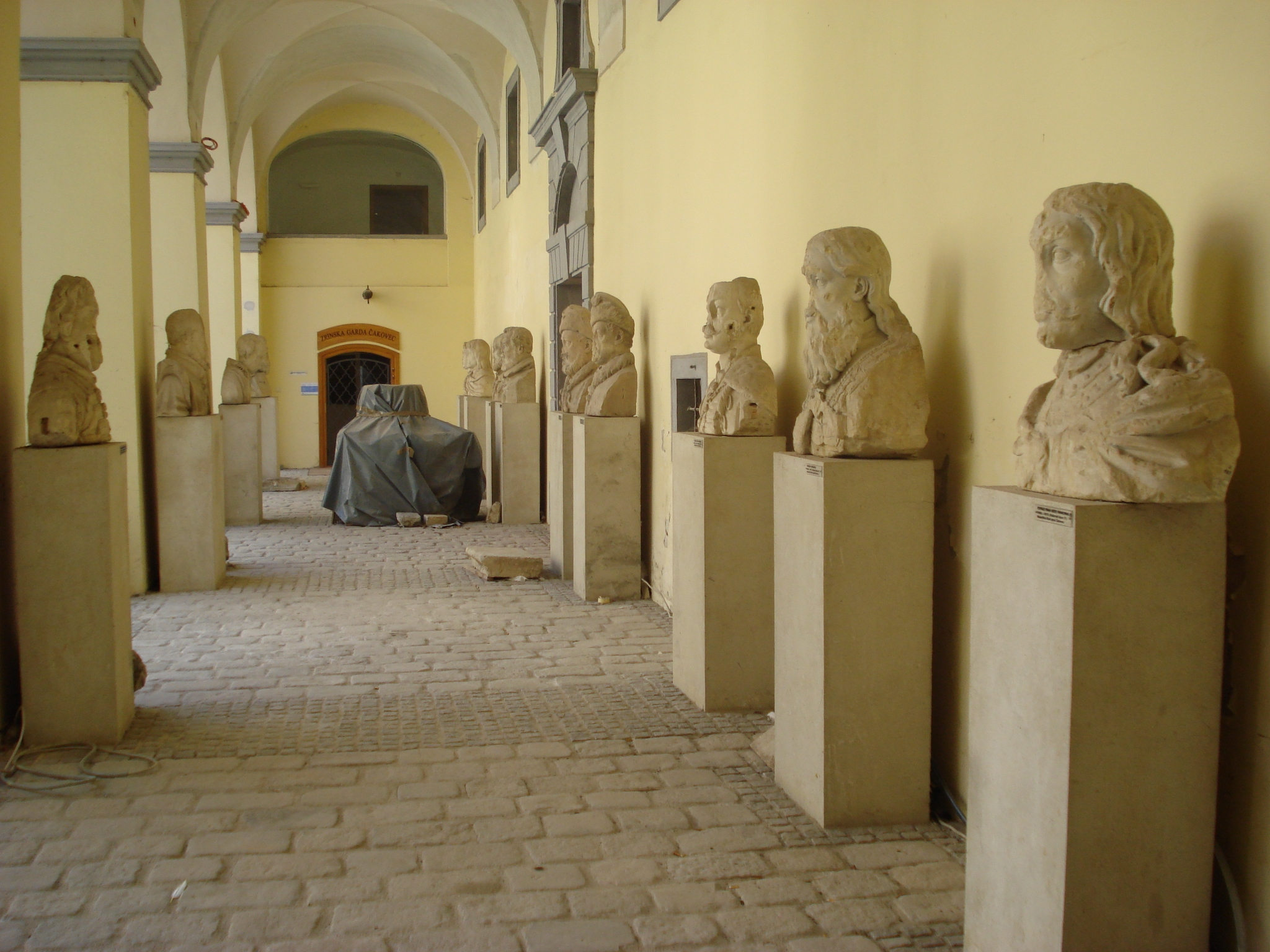
لابيداريوم في تشاكوفيتش، كرواتيا

## وصلات خارجية
- لابيداريوم سانت غالن | هيئة السياحة السويسرية